# Honda SuperClasico
O Honda SuperClasico ou Dérbi de Los Angeles foi o clássico e a própria rivalidade entre os clubes Los Angeles Galaxy e Club Deportivo Chivas USA. O clássico teve sua primeira edição em 2005, na então temporada da Major League Soccer, com os Galacticos vencendo por 3 a 1. Era também conhecido como El Clásico Angelino em alusão à herança hispânica de Los Angeles, e teve a denominação oficial de SuperClasico em referência ao Súper Clásico mexicano. A rivalidade terminou em 2014, quando o Chivas USA encerrou as atividades. Foi patrocinado pela Honda e sediado no StubHub Center, onde ambas as equipes mandam seus jogos.